# دامبروفکا (شهرستان سوکوووف)
دامبروفکا (لهستانی: Dąbrówka؛ ‏ [dɔmˈbrufka]) یک روستا در لهستان است که در گمینا ستردنگ واقع شده‌است.